# Ordine di Petar Zrinski e Fran Krsto Frankopan
L'Ordine di Petar Zrinski e Fran Krsto Frankopan è un'onorificenza concessa dalla repubblica di Croazia. Esso è il decimo ordine statale di benemerenza.

## Storia
L'Ordine è stato fondato il 10 marzo 1995 ed è dedicato al bano e scrittore Petar Zrinski e al poeta, nobile e politico Fran Krsto Frankopan.

## Classi
L'Ordine dispone dell'unica classe di Cavaliere/Dama di Gran Croce.

## Insegne
- Il nastro è un tricolore rosso, bianco e blu.